# Надеждинський (Зілаїрський район)
Наде́ждинський (рос. Надеждинский, башк. Надеждин) — хутір у складі Зілаїрського району Башкортостану, Росія. Входить до складу Івано-Кувалатської сільської ради.
Населення — 140 осіб (2010; 173 в 2002).
Національний склад:
- росіяни — 60%
- чуваші — 36%